# San Pedro Comitancillo (kommun)
San Pedro Comitancillo är en kommun i Mexiko.   Den ligger i delstaten Oaxaca, i den sydöstra delen av landet, 500 km sydost om huvudstaden Mexico City.
Följande samhällen finns i San Pedro Comitancillo:
- San Pedro Comitancillo